# The Brave (serie televisiva)
The Brave è una serie televisiva statunitense ideata da Dean Georgaris.
La serie ruota attorno ai sacrifici professionali e personali che i militari devono affrontare nelle missioni di guerra.
La serie è stata trasmessa sulla NBC dal 25 settembre 2017 al 29 gennaio 2018. L'11 maggio 2018 è stata cancellata dopo una sola stagione.
In Italia, la serie viene trasmessa su Premium Stories dal 12 giugno 2018. In chiaro andrà in onda su Italia 2 dal 13 marzo 2019.

## Trama
Patricia Campbell, vicedirettore della Defense Intelligence Agency e il suo team di analisti hanno in mano la tecnologia di sorveglianza più avanzata. Il Capitano Adam Dalton, ex operatore Delta Force, direttore delle comunicazioni della squadra, ha la missione di trovare un medico americano rapito e rendere la missione sana e salva. Pertanto, la sua squadra altamente qualificata deve salvare la vita di persone innocenti e affrontare le missioni più pericolose del mondo.

## Personaggi e interpreti

### Principali
- Patricia Campbell[5], interpretata da Anne Heche
- Capitano Adam "Top" Dalton[6], interpretato da Mike Vogel
- Noah Morgenthau[7], interpretato da Tate Ellington
- Ezekiel "Preach" Carter[8], interpretato da Demetrius Grosse
- Sergente Jasmine "Jaz" Khan, interpretata da Natacha Karam
- Sergente Joseph J. "McG" McGuire[9], interpretato da Noah Mills
- Hannah Rivera[10], interpretata da Sofia Pernas
- Agente Amir Al-Raisani, interpretato da Hadi Tabbal

### Ricorrenti
- Qassem Javad[11], interpretato da Bahram Khosraviani

## Episodi

### Prima ed unica stagione (2017-2018)
| n° | Titolo originale          | Titolo italiano                                      | Prima TV USA      | Prima TV Italia  | Ascolti USA |
| -- | ------------------------- | ---------------------------------------------------- | ----------------- | ---------------- | ----------- |
| 1  | Pilot                     | Nessuno sarà abbandonato                             | 25 settembre 2017 | 12 giugno 2018   | 5.96        |
| 2  | Moscow Rules              | Operazione Ucraina                                   | 2 ottobre 2017    | 19 giugno 2018   | 5.17        |
| 3  | The Greater Good          | Per un bene superiore                                | 9 ottobre 2017    | 26 giugno 2018   | 5.14        |
| 4  | Break Out                 | Esplosione                                           | 16 ottobre 2017   | 3 luglio 2018    | 4.97        |
| 5  | Enhanced Protection       | Rischio attentato                                    | 23 ottobre 2017   | 10 luglio 2018   | 5.19        |
| 6  | The Seville Defection     | La spia russa                                        | 30 ottobre 2017   | 17 luglio 2018   | 4.55        |
| 7  | It's All Personal         | Il kamikaze                                          | 6 novembre 2017   | 24 luglio 2018   | 5.18        |
| 8  | Stealth                   | Invisibili                                           | 13 novembre 2017  | 31 luglio 2018   | 5.03        |
| 9  | Desperate Times           | Missione estrema                                     | 20 novembre 2017  | 7 agosto 2018    | 4.66        |
| 10 | Desperate Measures        | Misure disperate                                     | 8 gennaio 2018    | 14 agosto 2018   | 2.93        |
| 11 | Grounded                  | Paura in aeroporto                                   | 15 gennaio 2018   | 21 agosto 2018   | 3.95        |
| 12 | Close to Home: Part 1 & 2 | Il sottomarino scomparso (prima e seconda parte) (*) | 22 gennaio 2018   | 28 agosto 2018   | 3.40        |
| 13 | Close to Home: Part 1 & 2 | Il sottomarino scomparso (prima e seconda parte) (*) | 29 gennaio 2018   | 4 settembre 2018 | 3.90        |

(*)Durante le repliche trasmesse su Italia1, l'ultimo episodio è stato rinominato "Vicino a casa", con una traduzione più fedele all'originale "Close to Home".

## Produzione
NBC ha ordinato l'episodio pilota il 4 maggio 2017, insieme a quello per Rise.